# Congiura di Giulio Cibo
La Congiura di Giulio Cibo è stato un tentativo di golpe delle principali famiglie nobiliari genovesi ai danni della sovranità di Andrea Doria e dell'imperatore Carlo V. 

## Antefatti
Contro la sovranità esercitata da Andrea Doria e dall’imperatore Carlo V non si sollevò soltanto la celebre congiura di Gian Luigi Fieschi, ma anche un susseguirsi di trame minori, spesso collegate tra loro. Queste cospirazioni erano ordite dalle famiglie Adorno, Fregoso, Spinola, da Nicolò Doria e da altri nobili genovesi, con l’implicita complicità del re di Francia Francesco I, desideroso di ristabilire quella preminenza in Italia che gli era stata sottratta dalla Spagna con il trattato di Madrid.
Tra tutti i tentativi di colpo di Stato, uno dei più rilevanti per organizzazione e metodo fu certamente quello tramato da Giulio Cibo, cognato di Gian Luigi Fieschi. Giulio era figlio di Lorenzo Cibo ed Eleonora Ricciarda Malaspina, marchesa di Massa e Carrara. La Ricciarda, unica erede del marchesato per testamento, era una donna di forte temperamento, che lo storico Staffetti definì altera e corrotta. Disprezzava il figlio Giulio al punto da scrivere a Carlo V dichiarando che, potendo, lo avrebbe annegato con le proprie mani.
Giulio aveva un’indole irrequieta, ma non cupa, e occupò diverse cariche pubbliche, fra cui quella di governatore di Spoleto. Quando aveva appena diciassette anni, sua madre, desiderosa di allontanarlo, lo fece nominare, con l'appoggio del cognato, paggio alla corte imperiale di Carlo V, allora di stanza a Genova (1543). Seguì così l’Imperatore nel suo rientro in terra tedesca e vi rimase per circa un anno, partecipando alle campagne militari e distinguendosi per le sue capacità nel mestiere delle armi. Tuttavia, Giulio si rifiutò di inviare denaro alla madre per il proprio mantenimento.
Ricciarda reagì con durezza: si rifiutò categoricamente di sostenerlo e, forte di una precedente autorizzazione imperiale da lei ottenuta, escluse Giulio dalla successione, nominando invece erede del marchesato il secondogenito, Alberico.
Indignato, Giulio passò all’azione: minacciò la madre, ricorse alla violenza, e cercò alleanze. Scrisse al duca di Firenze, a Andrea Doria, che mal sopportava Ricciarda, e ai marchesi di Lunigiana. Ottenne modesti appoggi e nel settembre del 1546 riuscì ad occupare con un colpo di mano Massa e Carrara. Nonostante il sospetto di aver partecipato alla congiura del Fieschi, l’anno seguente consolidò la sua posizione sposando Peretta Doria, sorella di Giannettino Doria.
Ricciarda, ancora ostile alla ribellione del figlio, ottenne dall’Imperatore l’ordine di consegnare il marchesato allo zio di Giulio, il cardinale Innocenzo Cibo, innamorato di lei e suo sostenitore. Giulio rifiutò di riconoscere tale disposizione, ma fu arrestato ad Agnano durante una battuta di caccia e rinchiuso nella fortezza di Pisa. Lì, sotto pressione, fu costretto ad accettare un compromesso: in cambio della rinuncia alle rivendicazioni materne, avrebbe ricevuto come dote i feudi contestati, versando alla madre 40.000 scudi. Giulio ne pagò subito la metà e, poiché vantava un credito di 20.000 scudi da parte del principe Doria, somma promessa come dote per il matrimonio con Peretta, lo sollecitò al pagamento, sottolineando l'urgenza della questione per il buon esito dell’accordo.

## Pianificazione e attuamento
Andrea Doria si rifiutò di versare la somma promessa, lasciando Giulio Cibo in una posizione sempre più precaria. Anche il governatore di Milano, Ferrante I Gonzaga, cui Giulio si rivolse in cerca di appoggio, si limitò a offrirgli parole di cortesia, senza fornire alcun aiuto concreto. Cosimo I de' Medici, da parte sua, ignorò completamente le lettere inviate dal giovane marchese.
Nel frattempo, la madre Ricciarda Malaspina continuava a pretendere il saldo dei 40.000 scudi pattuiti. Deluso e amareggiato, Giulio, in preda all’angoscia e risentito nei confronti dell’Imperatore e della nobiltà imperiale, si sfogò a Roma con Ottavio Farnese, al quale espose tutto il proprio malumore. Poco dopo, entrò in contatto con il cardinale di Bellay, che lo confortò promettendogli l’appoggio del re di Francia qualora fosse entrato al suo servizio.
Fu in questo frangente che Giulio, figura pienamente rinascimentale per ardore e contraddizioni, fu indotto, per malaugurata sorte, dai cardinali e dall’ambasciatore di Francia a farsi capo di una nuova congiura, organizzata da diversi cittadini genovesi con l’obiettivo di sovvertire lo stato della Repubblica di Genova. In cambio, gli fu promessa una pensione annua di 2.000 scudi e il grado di colonnello di fanteria francese.
Durante un convito in casa del cardinale di Bellay, Giulio pianificava la cospirazione insieme a Cornelio Fieschi, Tommaso Assereto e Paolo Spinola. Il piano prevedeva l’uccisione di Andrea Doria e di Adamo Centurione. Altri incontri ebbero luogo a Venezia, nella casa di un tale Gaspare Botto, dove si ritrovarono anche Ottobuono Fieschi, il Conte di Mirandola e Ottaviano Zino, tutti già banditi dalla Repubblica. Qui furono definiti i dettagli dell’insurrezione, che doveva ricevere appoggio dal Governatore francese di Mondovì.
Successivamente, Giulio si recò a Ferrara e, dopo aver attraversato il Po, incontrò il cardinale di Guisa, che infiammò ancor di più il suo spirito ribelle. Proseguì per Parma, nonostante fosse stato avvisato che il complotto era stato scoperto da Ferrante Gonzaga. Un suo stretto amico, Paolino di Castiglion d’Arezzo, aveva infatti rivelato l’intera trama alle autorità imperiali. Anche la madre di Giulio non esitò a denunciarlo all’Imperatore.
Il 22 gennaio 1548, mentre Giulio stava per entrare nei territori della Superba, nei pressi di Pontremoli, venne arrestato dal governatore locale, mentre era accompagnato da dieci uomini armati. Fu condotto a Milano, dove subì processo e tortura. Dopo essersi dichiarato colpevole di lesa maestà, venne decapitato la mattina del 18 maggio dello stesso anno. Aveva appena 24 anni.
Un altro dei congiurati, Ottaviano Zino, sebbene fosse stato informato della sorte di Giulio, si recò ugualmente a Genova, rifiutando di lasciare la città nonostante i consigli degli amici. Fu arrestato, e dopo aver confessato i particolari della congiura, gli accordi di Venezia e i nomi dei complici, fu condannato a morte. Venne decapitato il 24 marzo 1548 e il suo corpo fu esposto al pubblico ludibrio. Gli altri cospiratori genovesi, rimasti fuori dai territori imperiali e dalla Repubblica, furono dichiarati ribelli e colpiti da confisca dei beni. Tra essi fu incluso anche il conte Scipione Fieschi, fratello diciassettenne di Gian Luigi Fieschi, al quale furono sequestrati tutti i beni e revocate le prerogative che la sua casata aveva goduto fino ad allora, con l’accusa formale di lesa maestà.